# Parque Florestal da Silveira
O Parque Florestal da Silveira é um parque florestal português que se localiza na freguesia da Ribeira Seca, concelho da Calheta.
Este parque florestal foi criado ao longo do percurso de uma linha de água onde em séculos anteriores tinham sido edificados várias azenhas.
Este parque encontra-se classificado como Reserva Florestal de Recreio desde 1989 juntamente com o curso de água e os seus canais de condução de água para as azenhas, sendo que estas azanhas se encontram espalhados ao longo das varias linhas de condução de águas.
Estas azenhas são constituídos por uma roda colocada no sentido horizontal (moinho de rodízio ou de rodete), com a pá também horizontal colocada debaixo da construção.

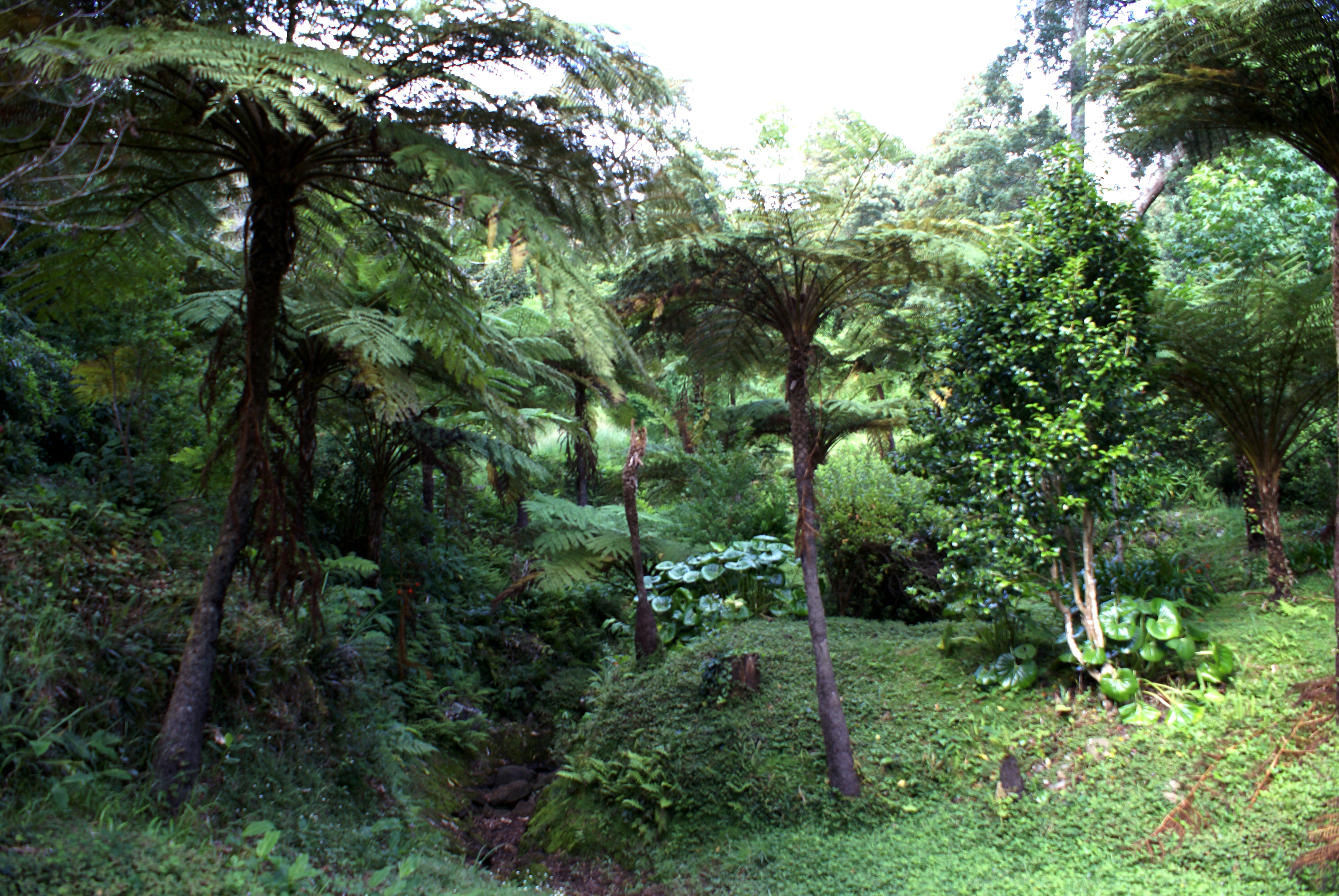
Parque Florestal da Silveira, aspecto da vegetação.

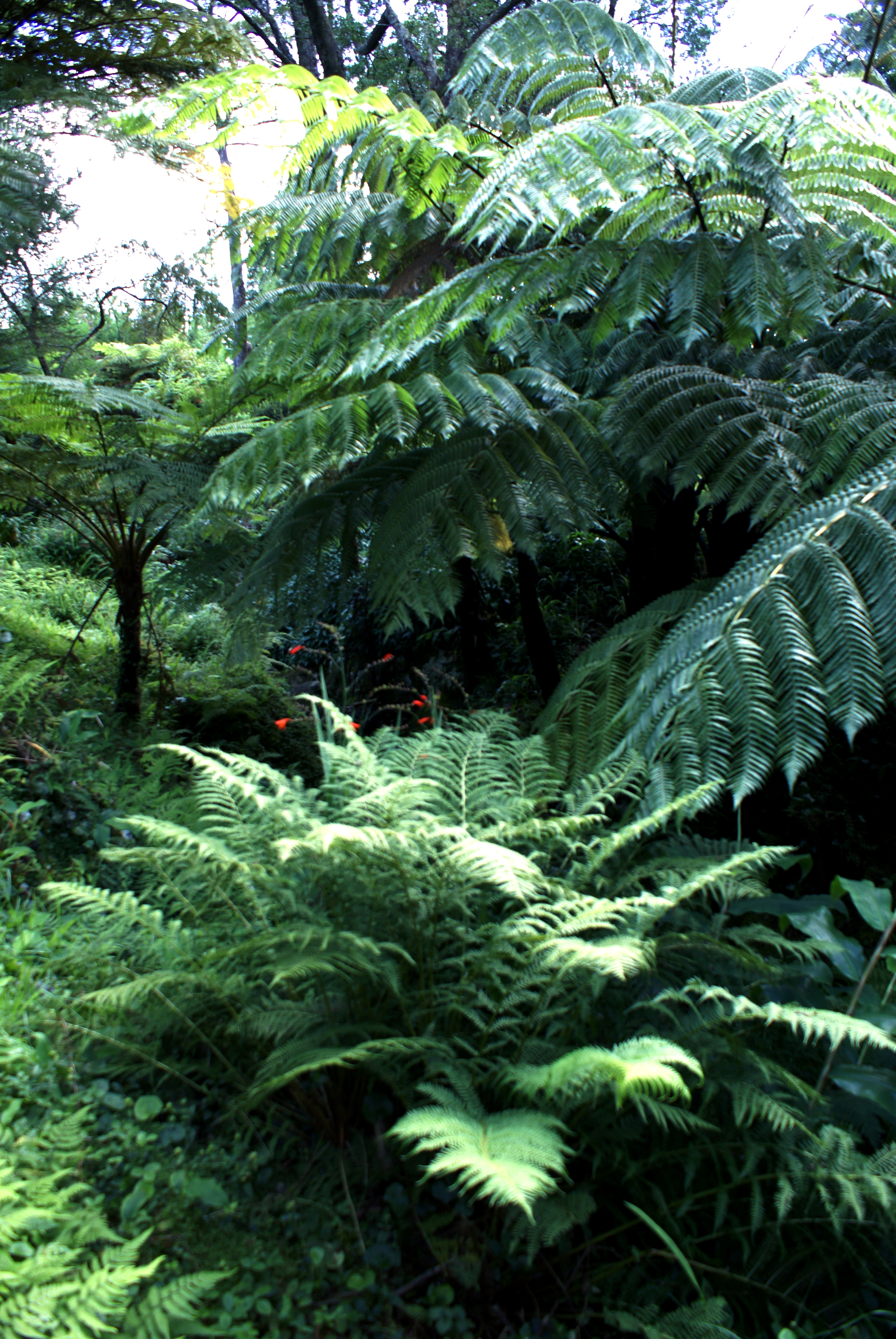
Parque Florestal da Silveira, fetos arbóreos de grande dimensão.

Estas antigas azanhas são construções bastante rudimentares feitas em pedra seca não aparelhada, que eram usados exclusivamente como equipamentos de produção de farinhas que podiam ser de milho, de trigo, cevada, aveia, etc.). Estas antigas azenhas representam um importante património etnográfico para a ilha de São Jorge.
A água é neste parque a espinha dorsal do mesmo, tudo se concentra à sua volta, são os caminhos, as pontes e uma variada flora que de ponto de vista da botânica é rica e exótica.
Absolutamente relacionado com as azenhas de água, existe um antigo caminho tradicional destinado a carros de bois e à casa do forno. Este parque inclui vários viveiros florestais onde são cultivados vários géneros de plantas arbustivas destinadas a plantio, área de recreio infantil e de merendas. Possui ainda um pequeno jardim zoológico onde é possível ver: avestruzes, gamos, porcos do Vietname, pombos, coelhos, Piriquitos, Porquinhos-da-índia entre outros.
O relvado principal deste parque encontra-se num vale abrigado e ensombrado pelas copas de velhos carvalhos.
A flora presente é bastante variada encontrando-se várias espécies botânicas a conviver no mesmo espaço, surgem assim Araucárias, Pinheiros, Tulipeiros, Carvalhos, Ciprestes, Fetos arbóreos, Plátanos, Metrosideros por entre uma grande variedade de outras plantas de menor porte.